# آرتور دیکسون (بازیکن فوتبال، زاده ۱۸۹۲)
آرتور دیکسون (انگلیسی: Arthur Dixon) (۱ ژانویهٔ ۱۸۹۲ – ۲۵ دسامبر ۱۹۶۵) بازیکن فوتبال اهل بریتانیا بود.
از باشگاه‌هایی که در آن بازی کرده‌است می‌توان به باشگاه فوتبال اولدهام اتلتیک، باشگاه فوتبال سنت میرن و باشگاه فوتبال رنجرز اشاره کرد.